# Pelophylax bergeri
Espèce
Synonymes
- Rana lessonae bergeri Günther, 1986
- Rana bergeri Günther, 1986

Statut de conservation UICN

 LC  : Préoccupation mineure
Pelophylax bergeri, la grenouille de Berger, est une espèce d'amphibiens de la famille des Ranidae.

## Répartition

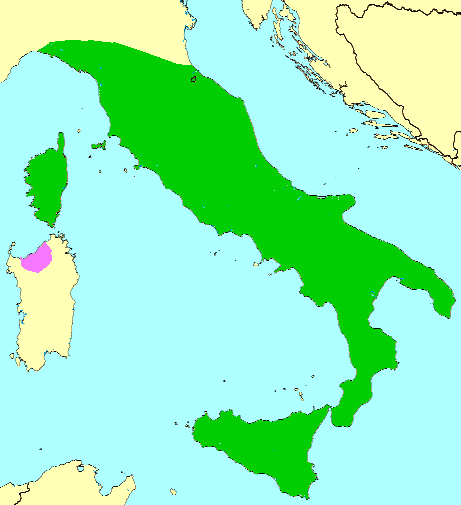
Répartition de l'espèce (en rose, la zone d'introduction, en vert la zone originelle).

Cette espèce se rencontre du niveau de la mer jusqu'à 1 800 m d'altitude :
- en Italie dans la péninsule italienne, en Sicile et sur l'Île d'Elbe, elle a été introduite en Sardaigne ;
- en Corse (France).

## Protection
En France, cette espèce figure dans l'arrêté fixant la Liste des amphibiens et reptiles protégés du 19 novembre 2007 parue au Journal officiel le 18 décembre 2007. À ce titre, non seulement la protection des adultes mais également des œufs et têtards est assurée (prélèvement, mutilation, destruction...) mais également les sites concernés (altération, destruction, dégradation des sites de reproduction ou de repos).

## Étymologie
Cette espèce est nommée en l'honneur de Leszek Berger, dont les travaux sur la phylogénie des grenouilles du genre Pelophylax ont permis de mieux comprendre les relations existantes entre les différentes espèces, avec la découverte notamment des complexes d'hybrides, ou kleptons.

## Publication originale
- Engelmann, Fritzsche, Günther & Obst, 1986 : Lurche und Kriechtiere Europas, Stuttgart, Ferdinand Enke.